# Agata Bykowska
Agata Bykowska (ur. 7 listopada 1990 w Katowicach) – polska aktorka filmowa, serialowa i teatralna.

## Życiorys
Jest Ślązaczką, pochodzi z Rudy Śląskiej. Umie posługiwać się śląską gwarą.
W 2014 roku ukończyła studia na Wydziale Aktorskim we Wrocławiu Państwowej Wyższej Szkoły Teatralnej im. Ludwika Solskiego w Krakowie.
W 2012 roku wystąpiła w jednym z odcinków serialu Galeria. Na ekranie zadebiutowała rolą sekretarki Hildy w filmie Kamienie na szaniec z 2014 roku. W 2016 roku po raz pierwszy zagrała pierwszoplanową rolę w filmie Welcome homo. W latach 2018–2019 wcielała się w postać litewskiej kucharki Gabiji w telenoweli Korona królów. Rola ta przyniosła jej dużą popularność.
Obecnie mieszka w Gdańsku. Od 2013 roku pracuje w Teatrze Wybrzeże. Propozycję pracy otrzymała po tym, jak przyjechała do Gdańska wraz z przedstawieniem dyplomowym jako studentka wrocławskiego PWST. W 2018 roku otrzymała swoją pierwszą główną rolę w teatrze. Była to postać Andrei w spektaklu Bella figura.
Jest członkinią Agencji Aktorskiej Afisz i Skene.
10 stycznia 2016 roku wsparła XXIV Wielki Finał Wielkiej Orkiestry Świątecznej Pomocy, wykonując utwór Do prostego człowieka na Scenie Kameralnej Teatru Wybrzeże w Sopocie, w ramach akcji Śpiewający aktorzy dla WOŚP 2016.

### Nagrody i nominacje
W 2013 roku została nagrodzona nagrodą Ministerstwa Kultury i Dziedzictwa Narodowego na 31. Festiwalu Szkół Teatralnych w Łodzi za role w spektaklu Nasza klasa oraz Love and information. W tym samym roku otrzymała nagrodę Warto w kategorii Teatr przyznawanej przez Gazetę Wyborczą, jako studentka roku dyplomowego 2013 Wydziału Aktorskiego we Wrocławiu PWST. W 2020 roku otrzymała Nagrodę Teatralną Marszałka Województwa Pomorskiego za rok 2019, jako odtwórczyni głównej roli żeńskiej - postaci Maryni w operetce Karmaniola, czyli od Sasa do Lasa. Podczas ceremonii rozdania nagród w dniu 27 lipca wykonała mikrokoncert. Za tę samą rolę otrzymała nominację do Nagrody Miasta Gdańska w Dziedzinie Kultury Splendor Gedanensis. Ostatecznie konkurs nie został rozstrzygnięty.

## Filmografia

### Filmy fabularne
- 2014: Kamienie na szaniec – jako Hilde, sekretarka w siedzibie Gestapo
- 2014: Fotograf
- 2015: Welcome homo – jako Gosia, partnerka Anki
- 2016: Papierowe gody – jako Agata
- 2017: Artysta – jako Elwira
- 2018: Kamerdyner – jako mamka
- 2019: Egzamin – jako Elwira
- 2021: Chrzciny – jako Teresa, córka Franciszki

### Seriale telewizyjne
- 2012: Galeria – jako klientka (odc. 145)
- 2013: Na dobre i na złe – jako Elżbieta (odc. 526)
- 2013: Komisarz Alex – jako sprzedawczyni (odc. 41)
- 2017: Diagnoza – jako fryzjerka Małgosia (odc. 8)
- 2018-2020: Korona królów – jako Gabija, litewska kucharka (odc. 1-7, 9-10, 12, 14-18, 22-23, 26-27, 32, 38-41, 43-45, 48, 51, 53-55, 57-59, 67, 69-71, 74, 78-79, 81, 85-88, 90, 94, 101, 104-105, 109-115, 122-128, 131-135, 137, 139-140, 142-147, 150, 154-155, 157-160, 163-164, 166, 168, 171-176, 178, 196, 198, 203, 205, 207, 209-210, 212, 214-215, 217-218, 220-222, 224, 226-230, 232-239, 241, 244)

### Spektakle telewizyjne
- 2015: Broniewski – jako Janina Broniewska
- 2021: Zakładnicy – jako negocjatorka[14]

### Etiudy szkolne
- 2017: Dzieciak – jako striptizerka

### Kostiumy
- 2015: Welcome homo
- 2016: Papierowe gody[4]

## Spektakle
- 2013: Love and Information
- 2013: Seans – jako Madame Arcati
- 2013: Płatonow – jako Sasza (pierwotnie jako Maria Grekow w zastępstwie za Katarzynę Z. Michalską)
- 2014: Broniewski – jako Janina Broniewska
- 2014: Ciąg – jako Anonimowa Kobieta około 20
- 2015: Portret Damy – jako Anna Molyneux/siostra zakonna
- 2016: Uwiedzeni – jako Agata
- 2016: Wiśniowy sad – jako Duniasza
- 2017: Zakochany Szekspir – jako Rozalinda
- 2017: Urodziny czyli ceremonie żałobne w czas radosnego święta – jako Barbara Krafftówna[15]
- 2018: Bella figura – jako Andrea
- 2018: Trojanki – jako Enyo
- 2019: Więzi – jako babcia/starsza obca kobieta
- 2019: Karmaniola, czyli od Sasa do Lasa – jako Marynia
- 2020: Żabusia – jako Helena
- 2021: Faust – jako Małgorzata
- 2021: Awantura w Chioggi[5]